# 10718 Samusʹ
10718 Samusʹ eller 1985 QM5 är en asteroid i huvudbältet som upptäcktes den 23 augusti 1985 av den rysk-sovjetiske astronomen Nikolaj Tjernych vid Krims astrofysiska observatorium på Krim. Den har fått sitt namn efter Nikolaj Nikolaevich Samusʹ.
Asteroiden har en diameter på ungefär 4 kilometer.